# Hruzewycia
Hruzewycia (ukr. Грузевиця) – wieś na Ukrainie, w obwodzie chmielnickim, w rejonie chmielnickim, w hromadzie Czarny Ostrów. Liczy ponad 2000 mieszkańców.
W miejscowości jest przystanek kolejowy Hruzewycia.